# Abcès hépatique amibien
 Mise en garde médicale
L’abcès amibien hépatique  est une suppuration du foie venant d'une migration d'amibes.

## Causes
Une sorte d'amibes, Entamoeba histolytica, provoque cette pathologie en allant se loger dans le foie après avoir traversé le système porte depuis le côlon. Bien que provoquée par le même parasite que l'amibiase, ces deux maladies sont par ailleurs différentes l'une de l'autre, l'abcès hépatique étant une complication grave de l'amibiase classique.

## Symptômes
On remarque une douleur intense au niveau de l'hypochondre droit qui irradie vers l'épaule. On constate aussi la présence de fièvre, une hépatomégalie et, dans un cas sur trois, un épanchement pleural.
On peut visualiser l'abcès lors d'une échographie ou d'un scanner. On note parfois l'existence d'amibes dans les selles si l'on effectue un prélèvement.

## Traitement
Le traitement initial utilise le métronidazole,, remplacé si nécessaire par de la déhydroémétine. En cas de danger de rupture dans les organes voisins — principale complication avec la surinfection — la chirurgie reste le seul recours. L'élimination des amibes digestives empêchera une possible récidive.

## Prévention et épidémiologie
Pathologie des zones tropicales, l'amibiase toucherait 10 % de la population mondiale selon l'OMS. L'abcès hépatique en est la complication extra intestinale la plus fréquente. Son pronostic reste réservé, avec une mortalité pouvant atteindre 20 %. La prévention consiste en une amélioration de l'hygiène (lavage des mains avant chaque repas et après chaque selle, lavage des fruits et légumes dans une eau propre, amélioration de la qualité de l'eau).

## Modèles rongeurs

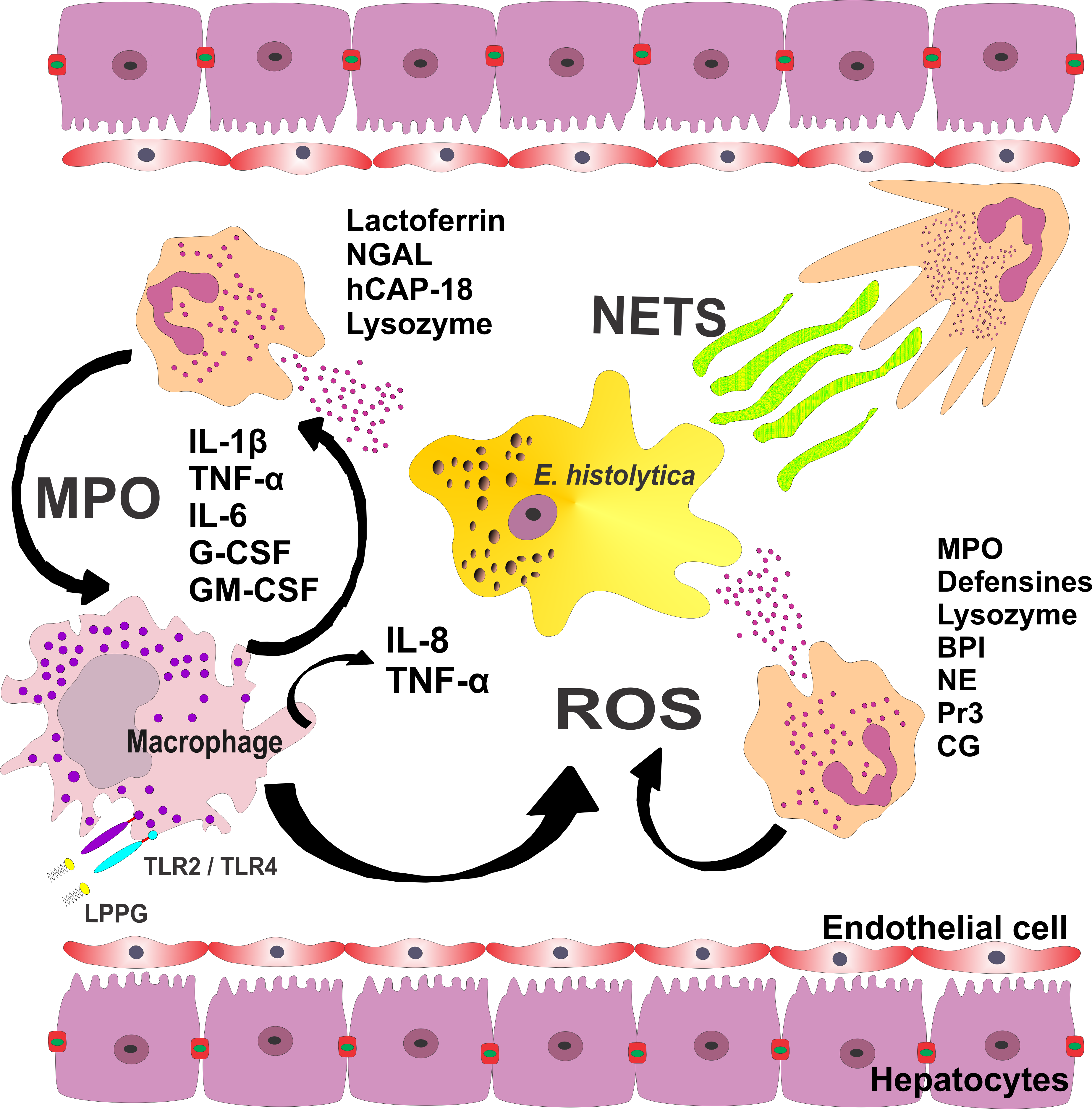
Role des neutrophiles dans l’abcès hépatique amibien chez les rongeurs

En raison de la difficulté d’explorer les facteurs dépendant de l’hôte et des amibes impliqués dans la pathogenèse de l’abcès hépatique amibien chez les humains, la plupart des études ont été menées sur des modèles animaux rongeurs (par exemple souris, gerbilles et hamsters). Les résultats histopathologiques montrent que la phase chronique de l’abcès hépatique amibien chez l’homme correspond à la nécrose lytique ou liquéfiante, tandis que dans les modèles rongeurs on rencontre une inflammation granulomateuse. Cependant, l’utilisation de modèles animaux a fourni des informations importantes sur les molécules et les mécanismes de l’interaction hôte/parasite dans l’abcès hépatique amibien .